# Chullanka
Chullanka, qui signifie "Petit sommet enneigé", est une enseigne française spécialisée dans la distribution d’articles de sport outdoor, fondée en 2007.
Chullanka est détenu par la Compagnie d’Anjou, Notus Technologies et Chull&Co.
Son siège social est situé à Antibes, sous l’entité Pormenaz SAS.
Chullanka possède 4 magasins historiques à Metz, Toulouse, Antibes et Bordeaux ainsi que  5 boutiques à Valence, Aix-en-Provence, Gap, Briançon et Montpellier (rachetées en 2022 au groupe Approach Outdoor, une autre enseigne française.). L’entreprise dispose également d’une plateforme logistique à Lavelanet (09).
Son chiffre d'affaires est de 32,5 millions d'euros sur l'année 2022.

## Histoire
Créé en 2007, Chullanka ouvre son premier magasin à Antibes portée par Décathlon qui détient le capital.
Un second magasin est inauguré à Moulins-Lès-Metz en 2009.
Le magasin Ontario de Portet-sur-Garonne, spécialisé dans l'équipement cycle et montagne et implanté sur la zone commerciale de Portet-sur-Garonne depuis 1995, quitte, en 2013, le groupe Décathlon pour devenir le troisième magasin français sous l’enseigne Chullanka.
En 2015, Chullanka prend son indépendance à travers un MBO (Management By Out) à côté d'investisseurs.
En 2016, Chullanka ouvre son quatrième magasin dans l’agglomération bordelaise occupant une surface initialement exploitée par Planète Saturn.
Jusqu’ici, la logistique de Chullanka était divisée en deux avec un prestataire à Lavelanet pour ses quatre magasins français et un autre dans la région lyonnaise pour la partie e-commerce,.
En 2021, Chullanka inaugure une nouvelle plateforme logistique de 2 400 m² à Lavelanet. Ce site inclut un comptoir de vente et un showroom,.
En 2022, Chullanka annonce le rachat d’Approach et son réseau de boutiques, renforçant ainsi sa présence sur le marché.

## Produits et services
Chullanka propose des équipements et des textiles pour la pratique d'activités de plein air telles que la randonnée, le bivouac, le trail, le running, l’escalade, l’alpinisme, le canyoning, les sports de glisse, le vélo et le yoga.
Chullanka distribue des articles de sports de montagne de marques du secteur outdoor.